# Bůh masakru
Bůh masakru (v originále Carnage) je dramatický film z roku 2011 režiséra Romana Polanského. 
Film je založen na stejnojmenné divadelní hře od Yasminy Rezy, která společně s Polanskim napsala i scénář k filmu. Vznikal v mezinárodní koprodukci Francie, Německa, Polska a Španělska a v hlavních rolích se objevili Jodie Foster, Kate Winslet,  Christoph Waltz a John C. Reilly.

## Obsah filmu
Dva školáci, Zachary Cowan a Ethan Longstreet, se poperou v parku a Zachary uhodí Ethana do obličeje klackem. Zacharyho rodiče Alan (Christoph Waltz) a Nancy (Kate Winslet) Cowanovi, navštěvují byt Michaela (John C. Reilly) a Penelope (Jodie Foster) Longstreetových, Ethanových rodičů, aby tuto záležitost v klidu projednali. Jejich setkání má být zpočátku krátké, ale vzhledem k několika okolnostem konverzace nadále pokračuje. Páry se k sobě zpočátku chovají šetrně, ale postupně si svými připomínkami začínají navzájem ranit city a všichni se začnou hádat.

## Obsazení
| Jodie Foster    | Penelope Longstreet |
| Kate Winslet    | Nancy Cowan         |
| Christoph Waltz | Alan Cowan          |
| John C. Reilly  | Michael Longstreet  |
| Elvis Polanski  | Zachary Cowan       |
| Eliot Berger    | Ethan Longstreet    |

## Natáčení
Ačkoliv se film odehrává v Brooklynu v New Yorku, tak se natáčel v Paříži kvůli vydání zatykače na Polanskeho na území Spojených států amerických. Úvodní a závěrečné scény, které jsou zasazeny do Brooklyn Bridge Park, se točily ve Francii před zeleným plátnem. Polanskiho syn Elvis, kterého lze vidět pouze v úvodní a závěrečné scéně, ztvárňuje syna Cowanových. Herečka Julie Adams, namluvila roli sekretářky Alana Cowana při telefonních hovorech a také sloužila jako hlasová poradkyně pro Christophera Waltze. 
Byt, ve kterém se odehrává většina filmu, byl vybudován ve zvukovém studiu na okraji Paříže. Filmový architekt Dean Tavoularis kladl důraz na to, aby místo vypadalo autenticky americky, nechal přivést mnoho produktů a zařízení ze Spojených států a dostal se do problémů, když utratil desetitisíce dolarů za to, aby si půjčil zámky a panty, které vypadají spíše americky, než evropsky.